# Adolf Dux

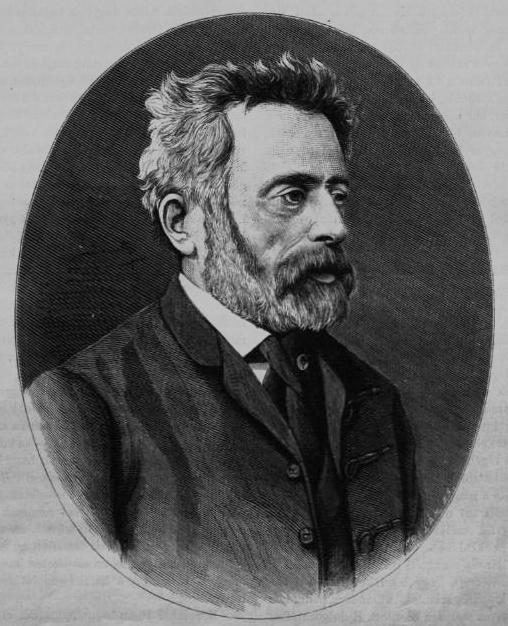
Adolf Dux (litografia z l. 80. XIX w.)

Adolf Dux (ur. 25 października 1822 r. w Pozsony – zm. 20 listopada 1881 r. w Budapeszcie – węgierski pisarz, tłumacz i publicysta pochodzenia żydowskiego.
Urodził się jako Abraham Dukes. Był kuzynem Leopolda Dukesa.
Szkołę średnią ukończył w Bratysławie, tu też ukończył studia prawnicze. Zatrudnił się początkowo jako współpracownik „Pressburger Zeitung” (1847-1849). W latach 1849-1852 mieszkał i studiował w Wiedniu, gdzie uzyskał tytuł doktora filozofii. W 1852 r. wrócił do Bratysławy, gdzie pracował jako nauczyciel miejskiej szkoły realnej i ponownie pisał dla „Pressburger Zeitung”. Od 1855 r. nieprzerwanie aż do śmierci mieszkał w Budapeszcie, gdzie pracował dla „Pester Lloyd”.
Był uważany za jednego z najbardziej utalentowanych i najpłodniejszych pisarzy i publicystów węgierskich swojej epoki.
Zasłynął pierwszymi przekładami węgierskich poetów i pisarzy na język niemiecki. To Dux jako pierwszy wprowadził Sándora Petőfiego do literatury niemieckiej, tłumacząc tom jego wybranych wierszy (Ausgewählte Gedichte von Petőfi, Wien 1846). Przetłumaczył także węgierską tragedię Bánk bán Józsefa Katony (Leipzig 1858), utwór A karthauzi Józsefa Eötvösa (niem. Der Karthäuser, 7. wyd. Wien 1878) oraz szereg innych utworów poetyckich i prozatorskich takich pisarzy jak Mór Jókai, Mihály Vörösmarty czy János Arany.
Z prac oryginalnych opublikował kilka nowel, wydanych pod tytułem Deutsch-Ungarisches (Wien 1871). Inne teksty, głównie literaturoznawcze i kulturalno-historyczne, ukazały się pod tytułem Aus Ungarn (Leipzig 1880).